# SVD狙擊步槍
德拉古諾夫狙击步枪（俄语：Снайперская Винтовка системы Драгунова образца 1963 года，拉丁化：Snayperskaya Vintovka Dragunova obraztsa 1963 goda，意為：德拉古諾夫系統狙击步枪1963年型，簡稱：СВД，拉丁化：SVD），是由苏联槍械設計師叶夫根尼·费奥多罗维奇·德拉贡诺夫在1958—1963年间设计的一种半自动狙击步枪。該槍是史上第一種以支援班排級狙擊與長距離火力支援用途而專門設計的狙擊步槍，與先前各國軍隊直接在現有軍用步槍或民用步槍上作少許改裝並加裝瞄準鏡充當狙擊步槍的方式形成對比。
SVD是根據二戰和1950年代韓戰期間的經驗開發的產物，蘇軍要求他們的狙擊步槍必須於精度、射速、重量、可靠性和成本等各個方面取得平衡，而在SVD誕生的年代槍械的製造工藝遠不能與當今同日而語，故其性能已明顯落後於現今市面上的各類狙擊步槍，以当代反恐作戰需求來說已經過時，常被西方國家認為只是一種精確射手步槍（Designated marksman rifle；DMR）。
為了應付不同的任務需要，現時俄羅斯軍方和執法機關已裝備各種新型狙擊步槍來接替原先由SVD擔任的多個崗位，如使用同彈種但更高精度的栓動式SV-98狙擊步槍，在遠距離狙擊或應對裝甲目標時可用ASVK狙擊步槍，近距離狙擊可用SV-99狙擊步槍，還有在必要隱藏射手時可使用VSS Vintorez狙擊步槍。
最近俄羅斯開發裝備了SVDK輕型反器材兼用重型狙擊步槍，發射改良自德式民用子彈的9.3×64毫米口徑子彈，以彌補SVD／SV-98和ASVK間的火力空白。
但如果單純以遊擊戰和戰場前線的任務需要下，考慮到目標可能會隨機出現、移動和隱藏，而SVD作為半自動步槍先天射速較高，且又具備較高的可靠性，故該槍仍然是評價極高的槍型。

## 历史
20世纪50年代，苏联军队高層注意到莫辛-納甘步槍对于班排级精確狙擊與支援的需要越來越力不從心，於是從1958年起举办了一场武器设计的竞赛。當中叶夫根尼·费奥多罗维奇·德拉贡诺夫設計的SVD狙擊步槍受到蘇聯軍方賞識並採用。
1963年，蘇聯將首批預產的200把SVD步槍先行向蘇軍部隊分發，並自1964年開始在伊熱夫斯克的伊茨瑪希（Izhmash；專門生產AK、中型火炮、飛彈、導引砲彈以及汽車）機器製造廠开始量产。
從此SVD和其衍生型於1966年起成为部份華沙公約成員國的制式裝備，其他獲得授權生產或非法仿製的國家有中華人民共和國、伊拉克（Al Kadesiah狙擊步槍）及伊朗等。當中中華人民共和國在1979年中越战争中缴获了越南人民軍的SVD，並以此為藍本，在未獲得蘇聯的許可下仿製出自己的79式與85式狙擊步槍，直到2010年代仍為中國人民解放軍、中國人民武裝警察部隊和部份公安特警的制式狙擊步槍。
部份沒有採用SVD的社會主義國家也以SVD的設計概念為基礎，研製出自己的狙擊步槍。典型的例子包括：羅馬尼亞PSL狙擊步槍、南斯拉夫扎斯塔瓦M76狙擊步槍和扎斯塔瓦M91狙擊步槍等。不過與SVD不同的是，上述的狙擊步槍是以AK或RPK改良而來，而非原創的設計。

## SVD的結構
SVD為一款採用短行程氣動式活塞原理，轉拴式槍栓方式運作的半自動步槍。其槍栓用三個鎖耳進行閉鎖，定位於膛室後方。由於早期的蘇聯子彈裝藥純度不良，可能是含碳量略高的關係，射擊之後常留下具腐蝕性的殘渣與積碳，因此槍管與瓦斯活塞管容易產生阻塞，所以德拉古諾夫在SVD的瓦斯活塞管上增加了一個瓦斯調節器（regulator），用來調整瓦斯的壓力，以平衡機件在不同氣候環境下產生的差異。在正常保養的槍械上，這個調節器通常調成「1」（одно）的位置；如果在戰場上因故無法徹底保養，造成積碳過多而影響槍機操作的順利程度的話，可以將調節器調成「2」的位置，以暫時加強活塞的推力。
SVD的制式彈匣為雙排10發裝容量，外加棋盤式肋條增加強度；與大部份的半自動槍械一樣，在最後一發子彈完成擊發與拋殼之後，SVD彈匣內的托彈板會將槍栓與槍機拉柄固定在拉柄導槽後方，以實現無彈後定。SVD的撞針擊鎚為傳統扭力簧擊鎚，擊鎚待命之後兩段式保險即可啟動。SVD的機匣已經進行過特別加工以提高精準度並且加強抗粗暴環境下的運作；從外觀上來看，SVD常常會讓人認為是AK突擊步槍的「狙擊版」。因為SVD與AK系列一樣有著巨大的防塵蓋板、相似高聳的準星與滑軌式照門，甚至連射擊選擇桿都幾乎如出一轍。不可否認德拉古諾夫的確「借用」了卡拉什尼科夫的主意，但是當使用者對兩把槍進行分解之後會發現SVD與AK系列的差別幾乎就像橘子與柳橙的差別一樣。
這樣的差別源自於槍栓的構造大不相同，AK系列採用的長行程活塞，整个槍栓／槍栓框和活塞杆连成一体，质量非常大。虽然大质量的运动部件有利于恶劣条件下的可靠性，但射击时前后运作，碰撞和振动幅度大，对武器精度有严重的副作用。SVD所採用的活塞為短行程，瓦斯從槍管約2／3處流回上方的瓦斯導管，推動後方的活塞，連桿很快帶動槍栓完成拋殼與進彈的動作。如此一來槍械在活塞輕快的往復運作下，對於射擊精度大有好处。
SVD的消焰器採用導槽式設計，主要功能是降低枪口火焰，并將瓦斯向上排出，在一定程度上也能抑制部分槍口上揚。以狹義來講SVD不算是狙擊步槍，因為為了加強步槍抗鏽蝕的能力，槍管與瓦斯活塞管均有鍍鉻，這不符合高精度狙擊步槍极度追求精度的要求（镀层的误差会影响精度）。另外，SVD的膛線設計的相當奇怪。首先，SVD的膛线不是贯通整个枪管的，有一部分枪管长度内没有膛线；其次，早期SVD使用缠距320毫米的膛线，后来则改為240毫米。在使用更“紧”的240毫米膛线的SVD发射普通枪弹和7N1弹時的精度反而下降了。究其原因，是因为苏军更看重SVD对弹种的适应性，當發射更重和更长的弹头，例如穿甲燃烧弹時需要更高的转速才能稳定，所以需要更“紧”的膛线。由此可見，SVD在設計時为了可适应更多种类的弹药而牺牲了部分精度。

## 弹藥

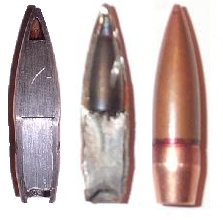
7N1的弹头；我們可以從其前後中空看出子彈設計的端倪，亦即彈頭尾端之中空設計除了作為承受燃燒瓦斯的膨脹室以外，實際上目的為誘導大氣以穩定的渦流狀流入彈尾。儘管大氣渦流效應會產生拉力拖著彈頭而降低初速，但是渦流也是唯一避免彈頭於飛行途中前後滾轉情形發生的最佳方式，由於為了加強彈頭的變形速度以提升殺傷力，因此彈尖採半中空設計。然而這種設計有可能導致重心後移而發生滾轉，而滾轉原因在於鋼蕊頭有可能發生不平整，因此在彈頭自旋中發生重心移動的問題，因此將尾端中空化就可以利用渦流的力量抓穩彈頭，這也是7N1／7N14彈頭提升精準度的秘方。

SVD使用7.62×54毫米R凸缘弹，槍口初速為830米／秒。SVD步槍可使用老式莫辛-纳甘的M1891/30弹药，不過也有配屬專用的7N1弹，彈頭重152格令／9.7克。7N1子彈由俄国军械师维克多·萨贝尔尼科夫（Victor M. Sabelnikov）、薩索諾夫（P. P. Sazonov）以及德弗里安尼諾夫（V. M. Dvorianinov）在1950年代末期為SVD而并行研发的產品。
该子弹弹头为銅質金屬被覆钢芯空尖艇尾弹头（Full metal jacket，air pocket, boat tail），弹头底部還增加铅质的套環以增加彈道慣性。7N1子彈于1999年被7N14子彈所取代。7N14子彈是为SVD设计的新型弹药，弹头重量为151格令（Gr）／9.7克，比7N1子彈多出每秒20米的初速（850米／秒；2,723尺／米）。然而不同的是，7N14子彈为铅芯弹，在精度的比較上要高出7N1子彈甚多。
伊茨瑪希機器製造廠的研发部门主管貝茲波羅朵夫（Nikolai Bezborodov）宣称7N14子彈为SVD所使用的最精确的弹药，不過苏联从未對外出口銷售此种子彈，因此7N14子彈在俄罗斯境外較为罕見。此弹药可通过其箱子，铁罐和纸包上的"только для снайпера"（狙击手用）字样辨识，从而避免被误用到其他枪械上导致浪费。
SVD號稱在1,000—1,200米之間的距离也足以致命，但是SVD的精準度尚不及這樣的要求。儘管一般7.62×54毫米R子彈可以使用在SVD狙擊步槍上，根據俄羅斯LVE彈藥廠（LVE cartridge factory）的測驗顯示，一般編號57-N-323C的7.62×54毫米R子彈在100米之內彈著散佈範圍為直徑24厘米以內，於300米為2.8角分。如果是為SVD狙擊步槍特地開發出來的7N1以及7N14子彈可於100米之內散佈於直徑8厘米以內，於300米為0.92角分。
如果使用标准57-N-323C子弹，而要求SVD達到约600—800米的有效射程，那麼精度就會劇降为5.5角分（大約是直徑1,000毫米的圓圈範圍）。因此為了提高准确度，射手只能透过使用7N1／7N14子彈來改善。此枪的精确度问题主要是由於枪管细长（一般狙击步枪都采用重型枪管），在發射後所產生的震动無法迅速排除，加上因機匣與護木之間的阻隔，令其没能够采用当今流行的“自由浮动式枪管”设计。
不過相对來說，以SVD的体積而言還享有良好的操控性，而且極為耐用；瓦斯活塞和枪膛均镀铬，因此具有良好的耐蚀性且易于清洁。SVD具有一個多餘的刺刀座，可用以裝上6KH3及改進型AKM刺刀；儘管可用于近身距离作战，狙擊步槍修長的結構本身並不適合從事這樣激烈的戰鬥，並且装上刺刀后，枪体的重心會向前偏移，在發射後的震動所引發的共振會嚴重干擾操控性和下一發子彈的准确性。SVD的精度虽无法与专业狙击步枪匹敌，但作为精确射手步枪（DMR）已足够优秀了。

## 瞄準具

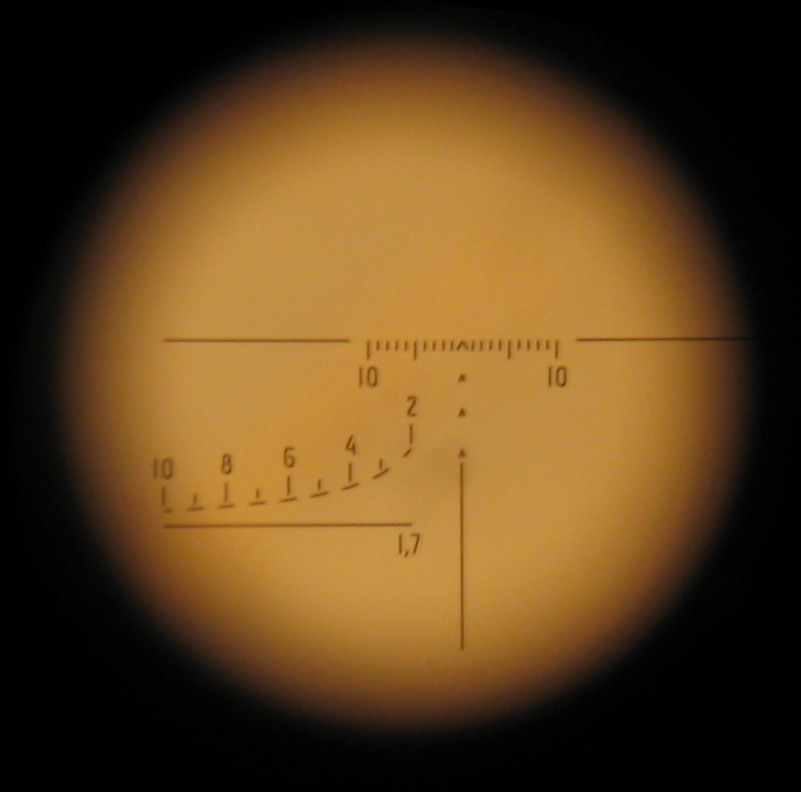
PSO-1瞄准镜分劃

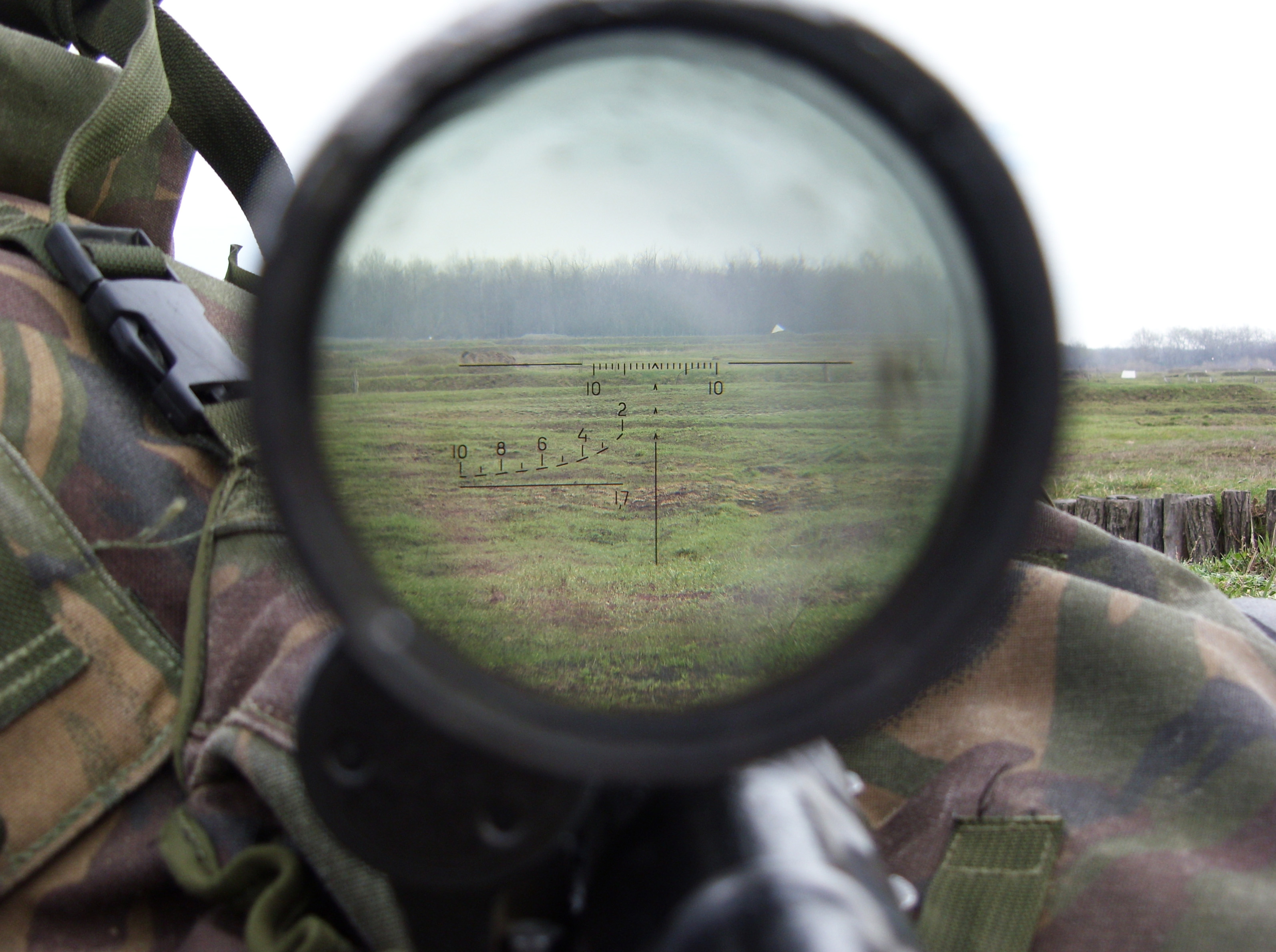
從PSO-1瞄準鏡遠望

SVD步槍配備一套机械瞄具，表尺式照門本身可前後依目標距離滑動調整，最远射击距离為1,200米。由于SVD的光学瞄具和机械瞄具不相互冲突（高低不一且光学瞄具稍稍偏左），在安装光学瞄具后依然可以使用机械瞄具，有利於对付近距离的目标。
SVD的快拆PSO-1瞄准镜也是其一大特徵。該瞄準鏡是透過位於機匣左側的華沙條約導軌安裝，它長37.5公分、含有物鏡罩與遮陽板（減少陽光反射而增加曝露的機會）、放大倍率為4×24毫米、左右視野角為6°。PSO-1瞄準鏡上具備「BDC」（bullet drop compensation；彈著補助）的設計，亦即以線性預估彈著點，同時將瞄準線提高，因此彈道的遠交點就不會提前發生，因而減少了在戰場上「善意的提醒」機會，增加「致命的一擊」機會。
PSO-1瞄準鏡內部還有一個快速距離換算表，其左下角有一自左下往右上之弧線以及基準水平線，弧線左下角上方有一數字"10"，弧線右上角有一數字"2"，自左下至右上數字為10、8、6、4、2，若將假定身高1.7公尺的立姿目標足部下緣切齊於基準水平線上，而其頭部頂端吻合弧線下緣，則對照弧線數字，若為4，意味目標距離射手400公尺遠，其餘依此類推。
PSO-1瞄準鏡並非採用傳統十字交會準星的分劃，而是採用多重「∧」形瞄准点。对于蘇聯／俄羅斯狙击手专用的7N1弹，0—1,000米内的修正可以通过调整弹道手轮至相应刻度，分化内部最上端较大之「∧」即对应弹着点。当弹道手轮调至最上端「∧」对应1,000米处目标时，下面三个「∧」相应代表1,100米、1,200米和1,300米处弹着。中央水平密位刻度，每小格对应100米处10厘米（一个密位角），可利用密位計算風偏修正量。
PSO-1還有一個以微型電池供電的光源以及一個被動式紅外線偵測器，前者提供在低光度時對瞄準線的照明，後者可以輔助在黑暗中发现早期主动式红外夜视仪的红外光源。然而不是每一具PSO-1瞄準鏡都具有這些功能。由于实用效果和主动式红外夜视仪在現時已被广泛取代，一些较遲推出的PSO-1瞄准镜取消了红外探测功能。而照明瞄准分划的内部光源也並非所有PSO-1瞄准镜都具有的功能，目前在市場上有很多外型與PSO-1瞄準鏡相似，並以低價位混淆消費者的山寨瞄準鏡，而這些瞄準鏡通常都不具備內部照明功能（更不可能具备紅外線偵測器）。例如羅馬尼亞製造的PSO-1瞄準鏡只有一個迷你放射性氚瓶作為照明光源，虽然不需要电池驱动，但时间久了氚光源会失效，此时分划照明功能就失去了作用。除了PSO-1瞄準鏡之外，SVD在必要時也可使用NSPU-3夜視瞄準鏡。衍生型SVDN另外可以搭配NSP-3、NSPU、PGN-1、NSPUM，以及波蘭製被動式PCS-6夜視鏡。現在有一些用戶更會透過在華沙條約導軌上安裝皮卡汀尼導軌鏡橋，以在上面加裝西方的高倍率狙擊鏡。
雖說PSO-1瞄準鏡的視野縱深可達到1,000米，事實上基于彈道性能和武器实际精準度，配用于SVD最多只能達到800米的有效使用距离。另外SVD具有与AK相同的刺刀座、可拆卸的托腮板，以及枪背带；弹药袋和基本的清洁维护工具則需要射手額外攜帶。
需要注意的一点是，PSO-1也可以配用於其他口径的武器，比如VSS微声狙击步枪等。而配用与这些武器的PSO-1有着不同的瞄准镜分划和弹道手轮刻度。虽然外形基本相同，但不能混用。

## 服役背景與紀錄

### 服役背景
蘇聯在冬季戰爭中付出最慘痛的代價就是動員紅軍百萬雄師仍無法令一個面積只有其2%的北極小國屈服，蘇方陣亡的大部份官兵都是被輕兵器所擊斃的。蘇聯在吸取此教訓之後，以及隨後在史達林格勒戰役中體認到「狙擊手」的戰術價值以及戰略潛力，因此開始「量產」狙擊手，並且將狙擊手列入班排級中的支援兵種。
隨著莫辛-納甘步槍的退役，SVD成為蘇聯軍方的主要精確射擊裝備。儘管SVD被認定是擔任狙擊任務的武器，以編制上以及設計上來說，SVD只能算是「精確射手步槍」（Designated marksman rifle；DMR）。原因在於蘇聯陸軍的狙擊手均會隨同大部隊作任務支援，而非以單獨進行滲透、偵查、狙擊及反器材作戰。配备SVD的作戰人員必須接受针对SVD的专门训练；蘇聯部隊的班排單位的有效射程也因此提升至800米。若无SVD，以AK的精準度來說，部隊的火力控制距離就無法超越400米。
不過蘇聯部隊的狙擊手受限於SVD的光學器材與槍械性能，亦缺乏更遠距離的射擊能力，以致於他們淪為部隊中的支援角色（雖然美其名曰「狙擊手」）。至於蘇聯的狙擊小組也因為受限於SVD光學器材與槍械性能的影響，以致於在進行滲透、偵查、狙擊及反器材作戰時缺乏足夠彈性而必須承擔更大的戰鬥風險。
另外以「狙擊步槍」的專業度來說，所謂的狙擊步槍得符合下列四大條件：
- 使用性：狙擊槍得提供射手一致的握持與操作行為，亦即射手無須另行複雜或幅度較大的肢體動作進行武器的操作，甚至槍機與扳機的操作亦同。
- 精密性：狙擊槍上各部位的零件不得複雜或因為射擊所造成的後座力而鬆動；可移動的組件部位亦然；然而狙擊槍上的常態性固定組件與活動式組件之交互作用設計為各家槍廠之獨到見解，全然無固定模式可供規範之。
- 協調性：由於射擊為一物理性變化現象之產生（彈藥燃燒為化學性變化現象），例如槍管產生震動，該震動得與以縮減程度，不得影響射擊瞄準（自發射第一發子彈以後）之準確度，亦不得影響內彈道與外弹道之穩定。一般而言共振效应与槍管長度平方成比例。
- 彈藥推力：狙擊槍的彈藥得專業化與專用化，其火藥的純度不得有不足，或裝藥量不足，甚至彈頭合金比例不良的情形，如果使用一般彈藥反而會造成彈頭初速或射程下降、抗風偏干擾能力不足、彈道偏轉，以及殺傷力遽降。

SVD在使用性上可以說是可靠的，但論精度和人體工學上无法跟高精度的专业狙击步枪媲美。故在今天，称SVD为“狙击步枪”不是非常恰当，反而“精确射手步枪”的称谓更為适用于SVD。

### 服役紀錄
SVD的缺陷並非是絕對的。在越戰期間，該槍配合越南戰場上的地形與環境，為美軍官兵造成了相當沉重的陰影，同時也成為了他們可遇不可求（hard to come by）的戰利品，綿密的叢林造成美軍與北越軍隊／越共大部份的交火距離侷限在150—180米左右，加上叢林中處處可隱身，對於狙擊手來說是個戰術上的天堂，也造就了北越軍第32步兵團、第700狙擊營和C.100狙擊連的成立與成就，更造就阿岱伯特·渥頓、查克·馬威尼以及卡羅斯·海斯卡克3位當時的狙擊大師。

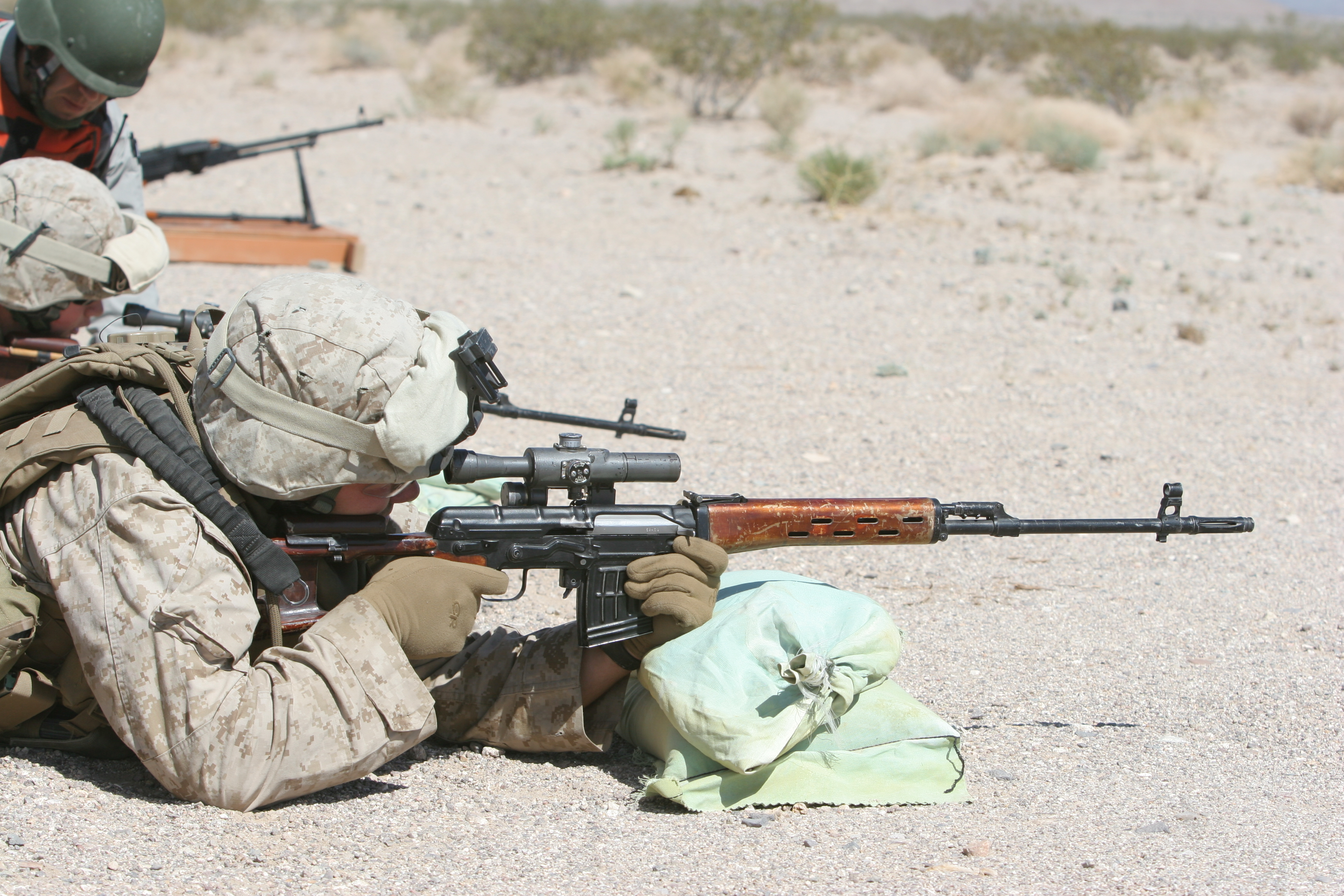
美國海軍陸戰隊使用SVD狙擊步槍

俄国轻武器通常具備高耐用度、高生產性和成本低廉的特質，而这種設計理念也导致SVD被长期广泛的使用。在世界各地發生的无数战争中，只要是東西方代理人之間的衝突，例如越战，長期性區域衝突，例如兩伊戰爭、黎巴嫩内战，甚至是冷戰後的车臣戰爭（尤其是格羅茲尼戰役，車臣分離主義叛軍將部隊規劃為許多3人狙擊小組，對俄羅斯部隊以SVD進行人員狙殺或利用火箭推進榴彈突襲裝甲車輛，導致俄羅斯部隊傷亡極其慘重，官兵遺體甚至遭到叛軍當作沙包使用）、沙漠风暴行动和伊拉克战争等，SVD就會以一個熟悉的身影出現在媒體上。

## 細部改良

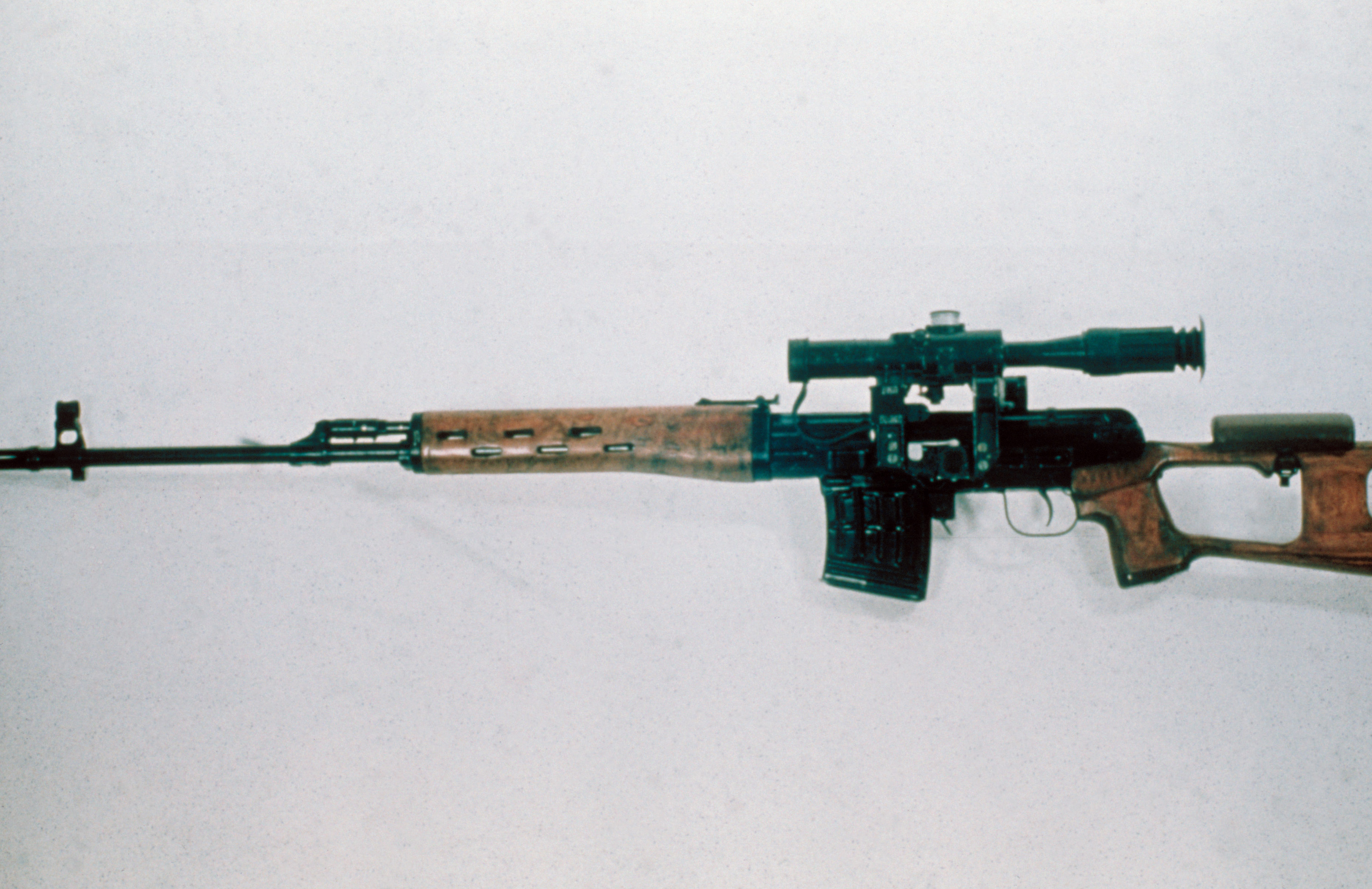
初期型SVD

SVD的早期版本使用镂空的木质槍托、握把和护木。儘管这些木质部件與金屬組件搭配呈現出工藝上的美感，但是在光源昏暗，以及面对使用夜视鏡的敌人时，这些木质部件會呈現出強烈的對比反差，使射手位置遭到曝露，加上木製品本身成本高、
較笨重和易被腐蝕，所以目前已被替换为黑色聚合物零件，以达到减轻重量、降低成本的目的，同時也可減少被發現的機會。

## 衍生型

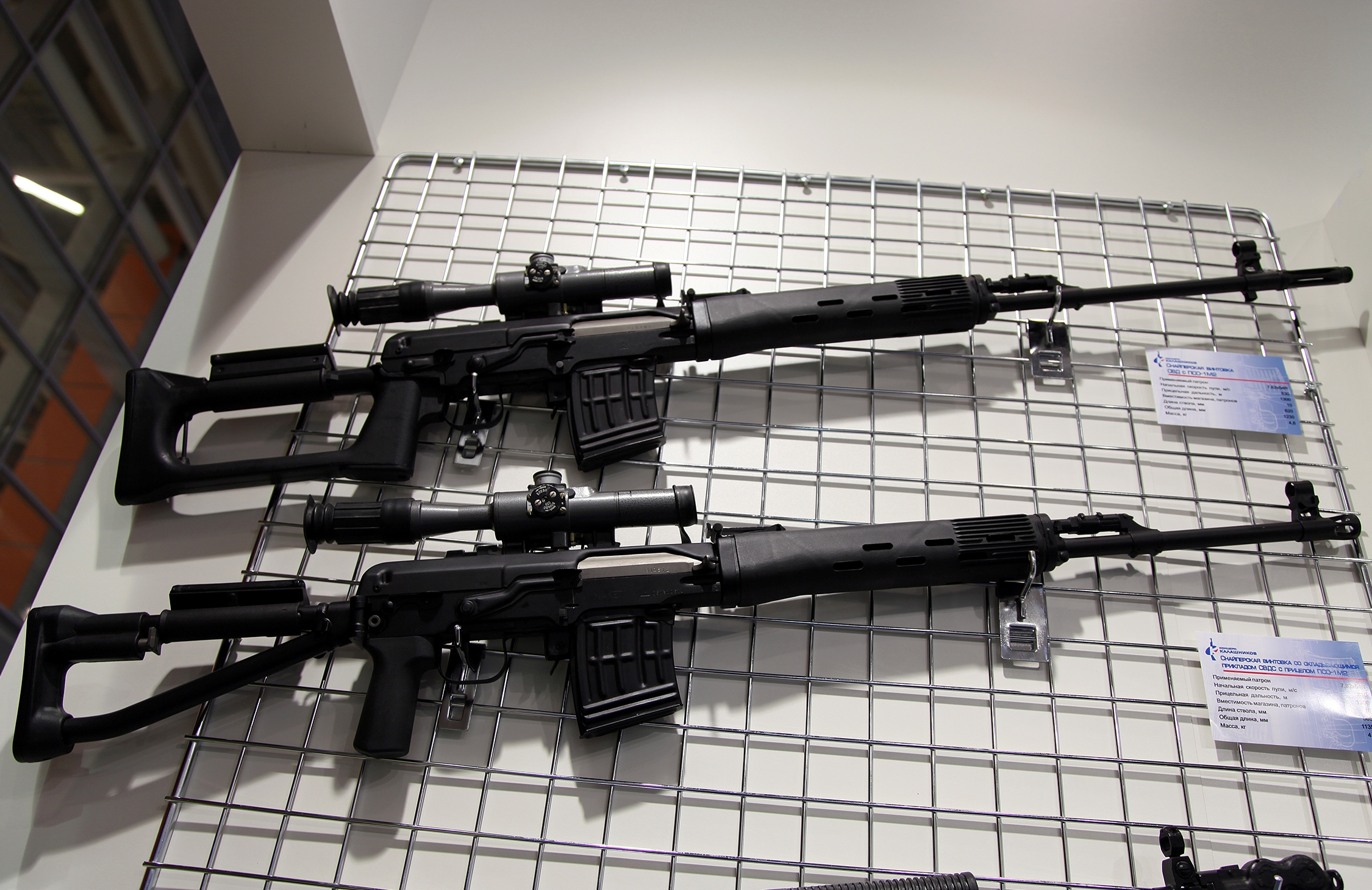
SVDM及SVDS

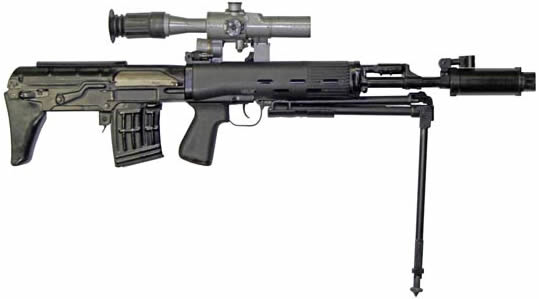
SVU

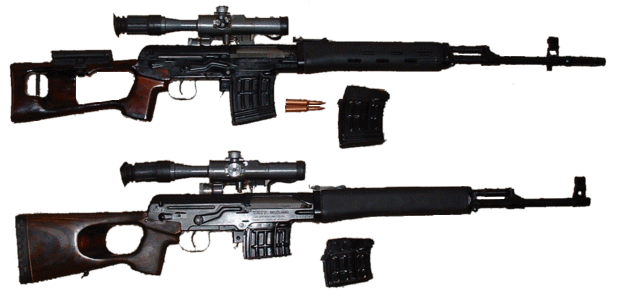
一對德拉古諾夫虎式獵槍；上面的獵槍有托腮板，兩個10發裝彈匣以及制退器；下方的獵槍是所謂「卡賓版」，省略托腮板與制退器，改用兩個5發裝彈匣（當然也比較便宜；有的槍迷喜歡購買此款槍械再自行改裝）。兩款均有木質或聚合物前護木。

苏联／俄罗斯
- SVDS（Снайперская Винтовка Драгунова Складная，簡稱：СВДС）：SVD的空降／突擊兵版本，于1980年代开发。開發目的是為了方便官兵在載具中攜行，例如以BMP運兵戰鬥車狹小的乘坐空間來說，原來的SVD長度會引起乘載時空間運用的困擾，因此SVDS改用了可向右折叠的钢管枪托，然而在枪托折叠的情况下無法射擊。另外也取消了刺刀座，枪管在长度上减至590毫米，并缩短了消焰器。SVDS的夜間專用狙擊款為SVDSN。
- SVU：（俄语：Снайперская винтовка укороченная，簡稱：СВУ）一种以SVD衍生的犢牛式步槍，枪管长度縮短至520毫米，槍身全長870毫米。槍重3.6公斤（不含PSO-1瞄準鏡），採用7.62×54R子彈；SVU搭配可拆卸兩腳架與10發／20發裝彈匣，所以射手得依需求裝卸。SVU是應俄羅斯內務部特別用途機動單位為了方便在建築物中進行火力支援而研發的特別型號。由於特警隊平均交火距離不超過100米，因此短管的SVU並無損其較短的有效射程，加上其870毫米的槍身於狹小空間內運動遊刃有餘。SVU在第一次車臣戰爭期間首次投入使用。由於槍身縮短以致於所保留的傳統照門與準星均改為摺疊式以免干擾PSO-1光學瞄準鏡操作；SVU的刺刀座設置於前護木下方。雖然7.62×54R子彈威力綽綽有餘，但是為了抑止反衝並增加射擊穩定度，SVU的制退器採用三重檔板設計並且能夠與抑制器整合在一起；據信消除了40%的反衝力道。SVU另有全自動射擊衍生型SVU-A（俄语：Снайперская винтовка укороченная, автоматическая，簡稱：СВУ-А）。
- （德拉古諾夫熊式獵槍）：於1962年由伊茨瑪希機器製造廠推出的9×53毫米口徑獵槍，後來又改為7.62×51毫米NATO口徑。
- Dragunov Tigr（俄语：Тигр，德拉古諾夫虎式獵槍）：1970年代初經由德拉古諾夫親自進行改良，初時僅限量生產，直到1992年才進入量產外銷。虎式獵槍具有多種口径形式，提供狩獵與運動使用，其中包括可以使用.308溫徹斯特子彈。
- SVDK狙擊步槍

中華人民共和國
- 79式狙击步枪：由中国人民解放軍兵工厂生产的SVD仿制品，属早期试仿制生产型号，产量比较小，现在已经很少见。
- 85式狙击步枪：经过生产工艺改良的正式批量生产的SVD仿制品，产量较大。直到2010年代仍為中國人民解放軍的制式狙擊步槍之一。
- NDM-86：贸易出口版本，只有.308溫徹斯特和7.62×54毫米R两种口径可选。
- CS/LR19型狙击步枪：2014年中国国际警用装备展览会展示的85式狙击步枪的戰術改進型，类似俄军目前装备的SVDM。

伊拉克
- Al-Kadesiah：伊拉克的SVD仿制型，结构与瞄具与原SVD稍有不同（因为采用了部分來自南斯拉夫的技术和生产工艺），弹匣上有特殊的“棕榈树”型冲压图案。

波兰
- SWD-M：波蘭原本採用的SVD稱為“SWD”（這是因為波蘭語中沒有V字母發音），他們在1998年將SWD進行現代化改進，採用重型枪管、可拆卸的两脚架、新的镜座和PSO-1光學瞄準鏡，稱為“SWD-M”。在第1特戰突擊旅（英语：1st Special Commando Regiment）編列芬蘭製的SAKO TRG-21步枪前共生产了约70把。

## 使用國

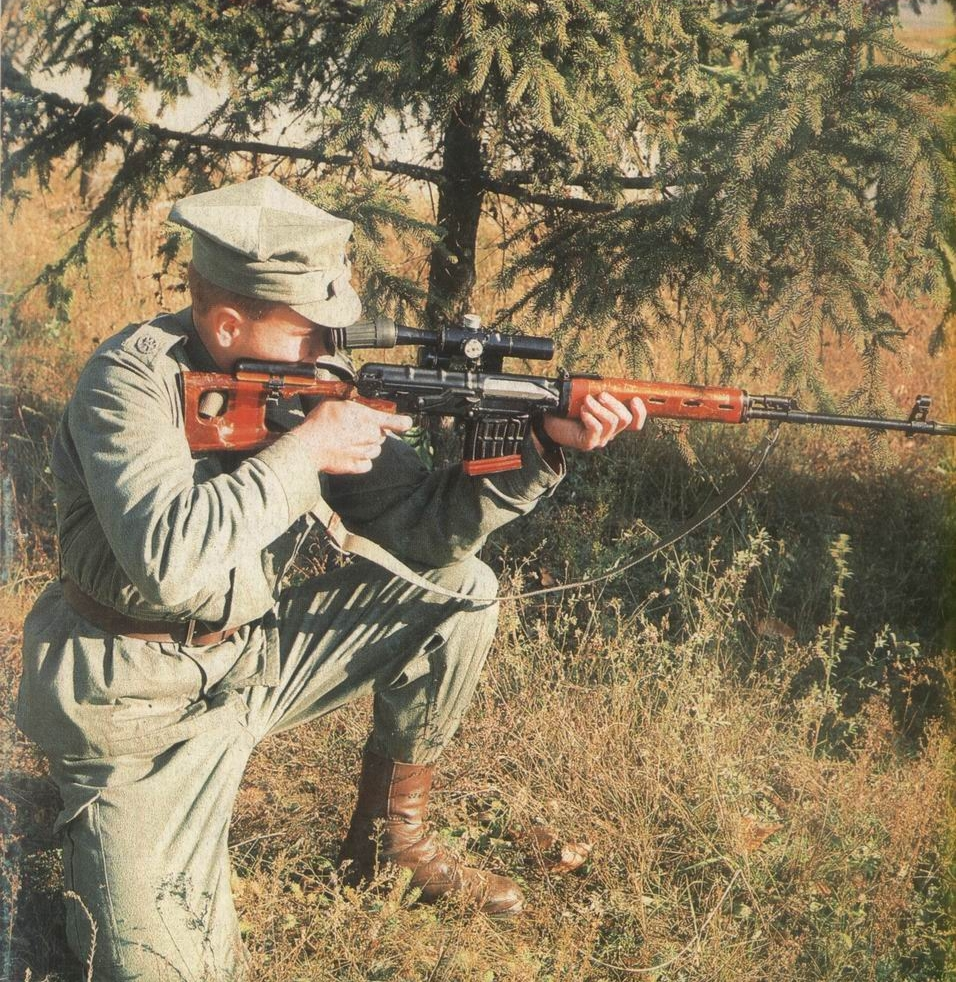
波蘭士兵使用SVD

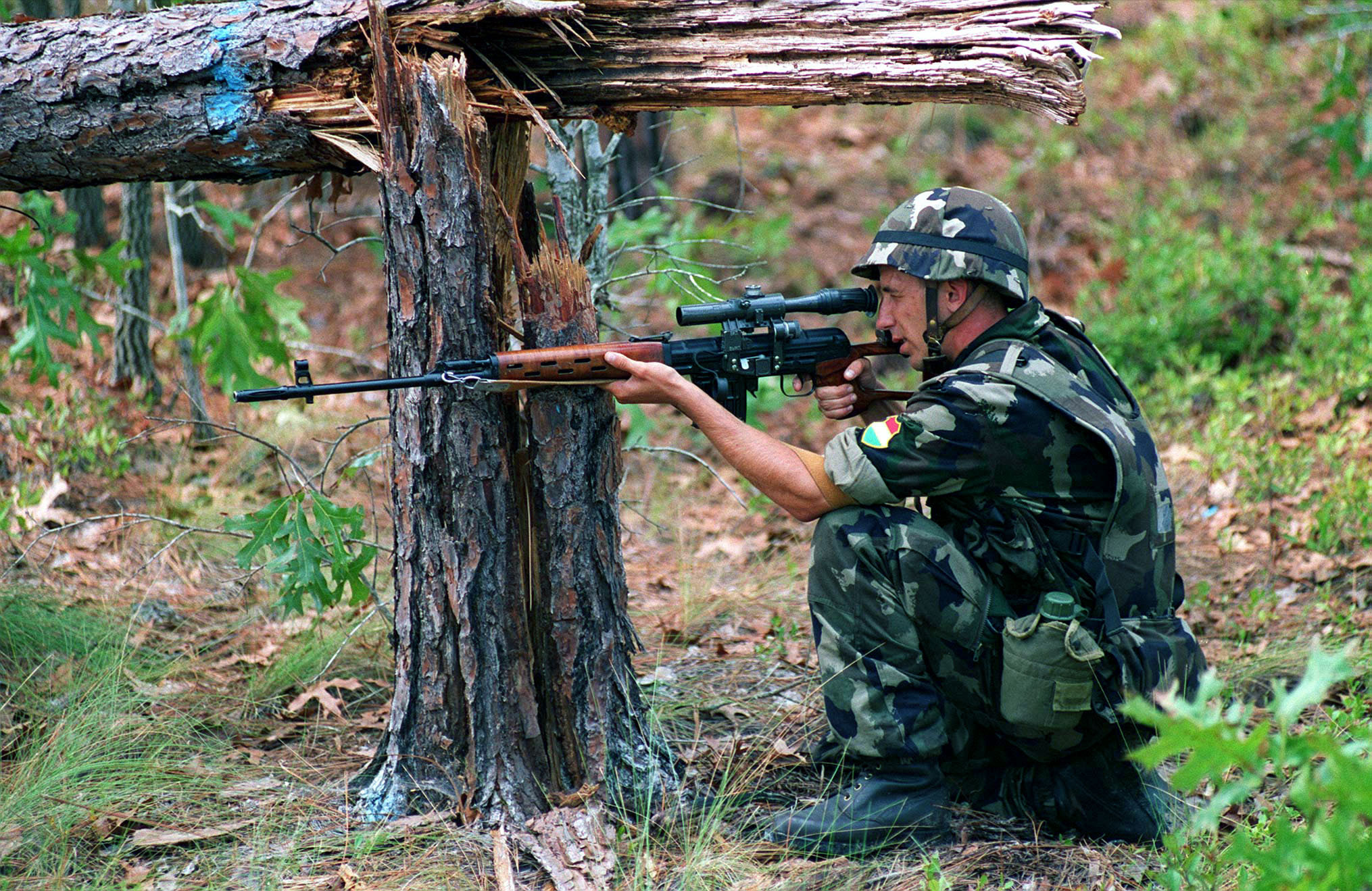
匈牙利陸軍使用SVD狙擊步槍

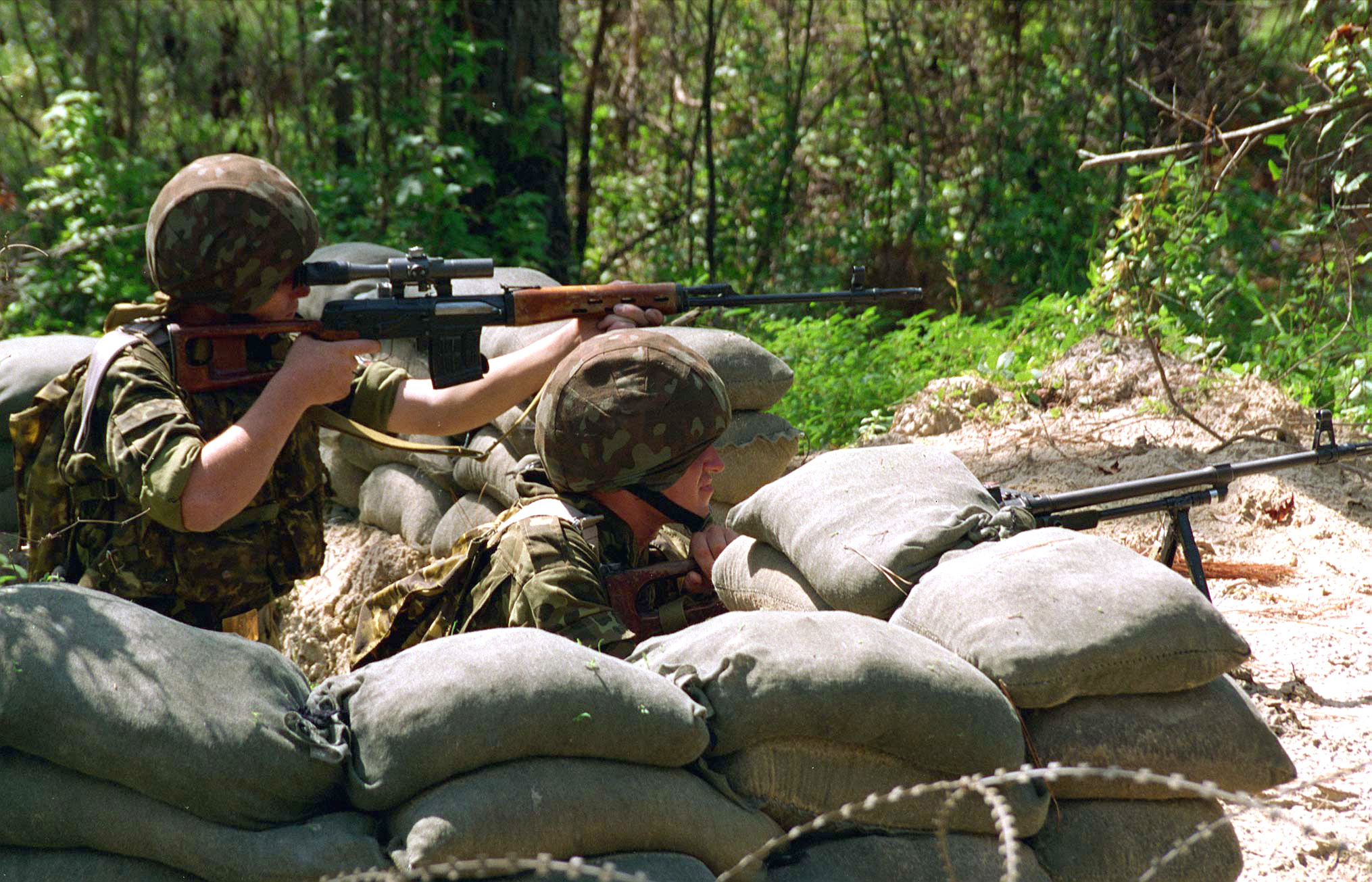
哈薩克陸軍使用的SVD狙擊步槍

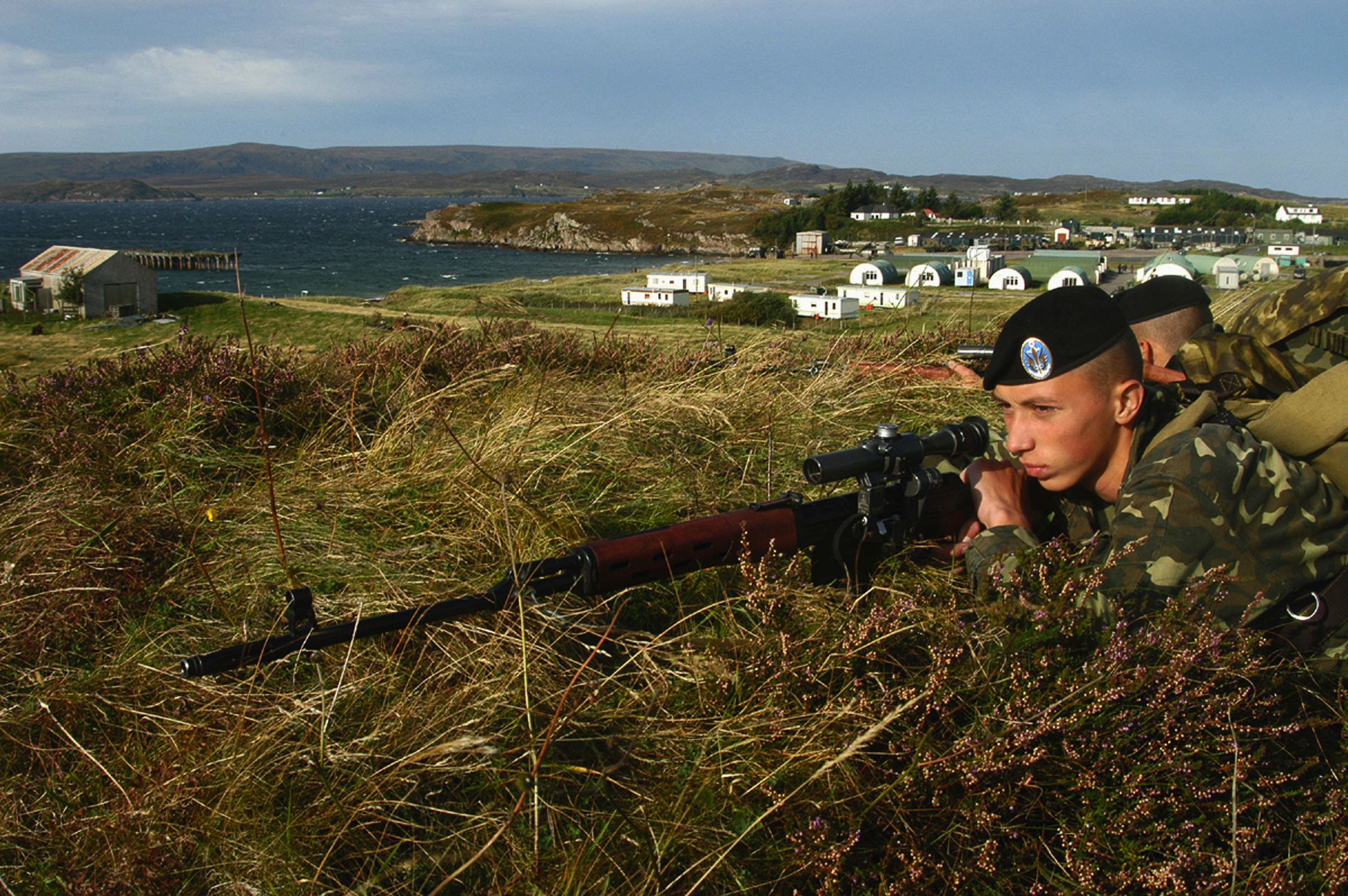
烏克蘭士兵使用SVD

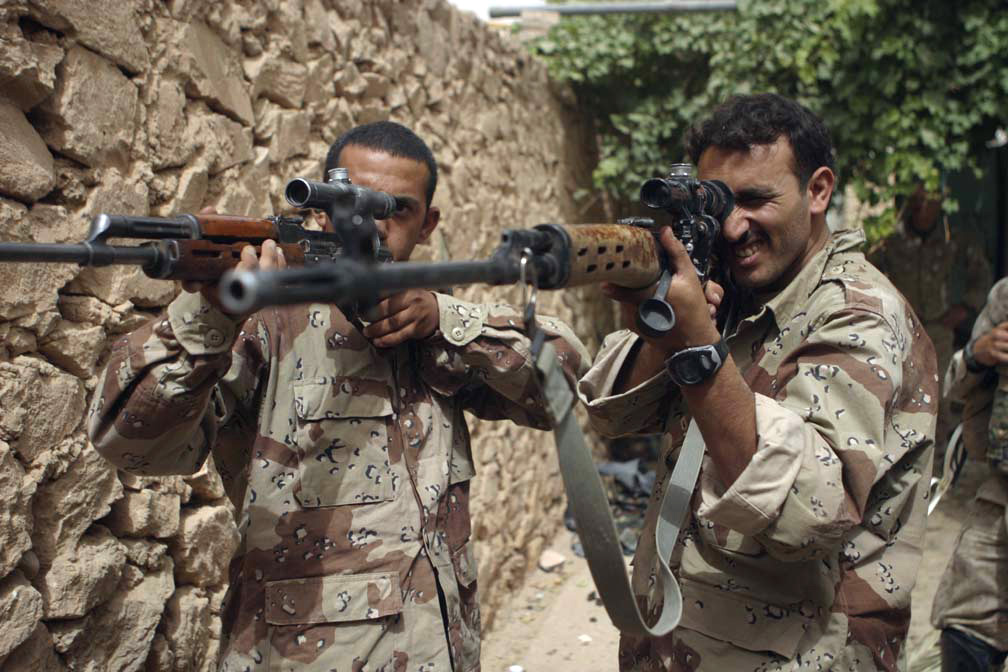
PSL（左）和SVD（右）皆為伊拉克軍隊的制式狙擊步槍

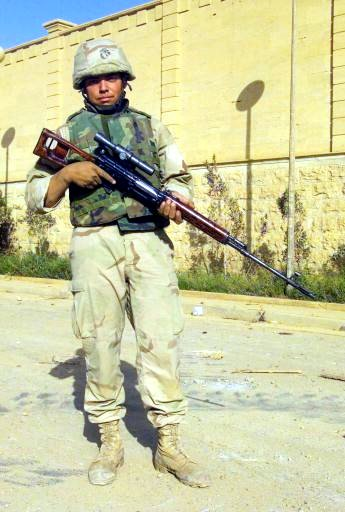
伊拉克士兵手持SVD

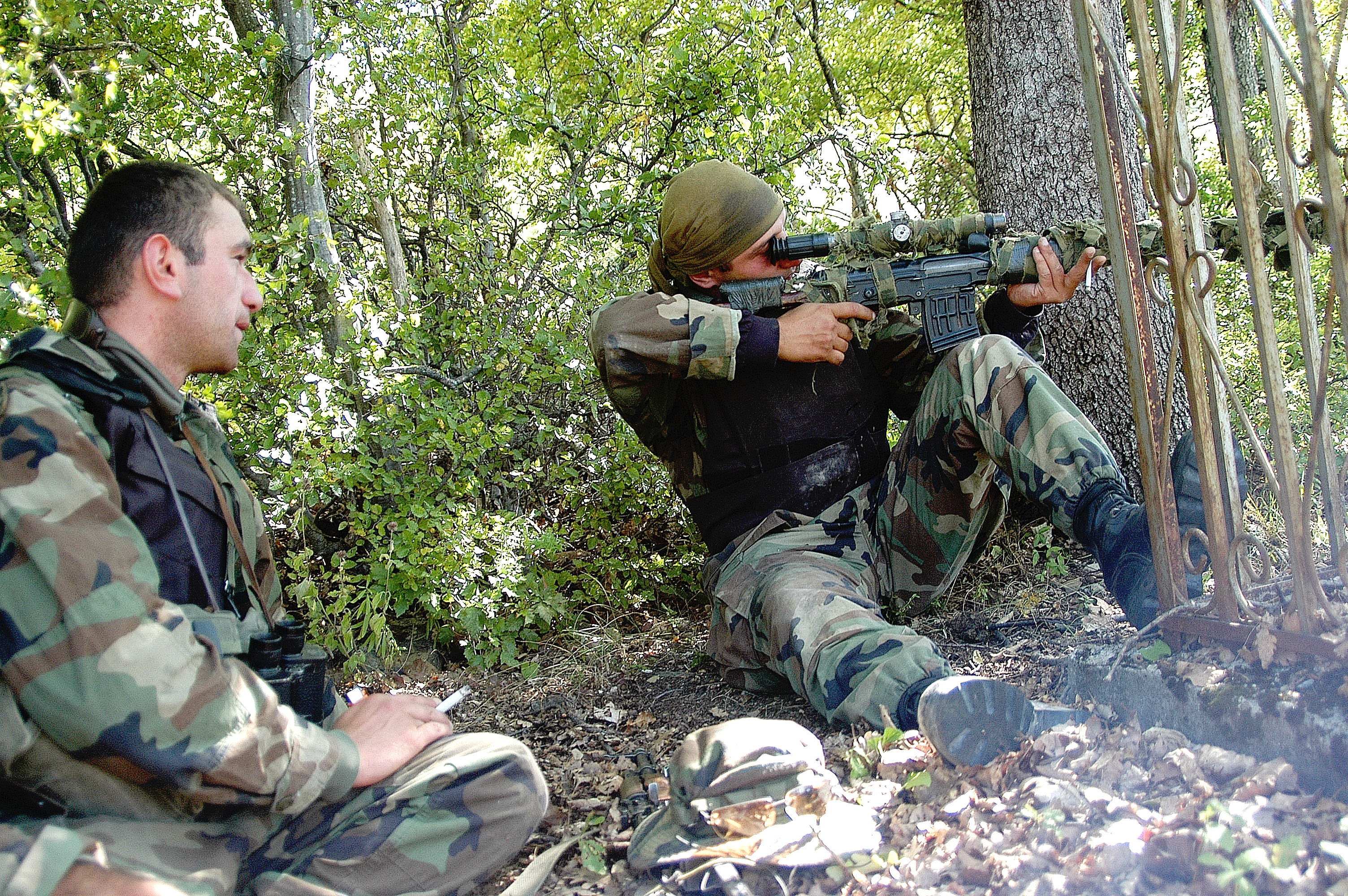
在南奥塞梯的格魯吉亞狙擊手

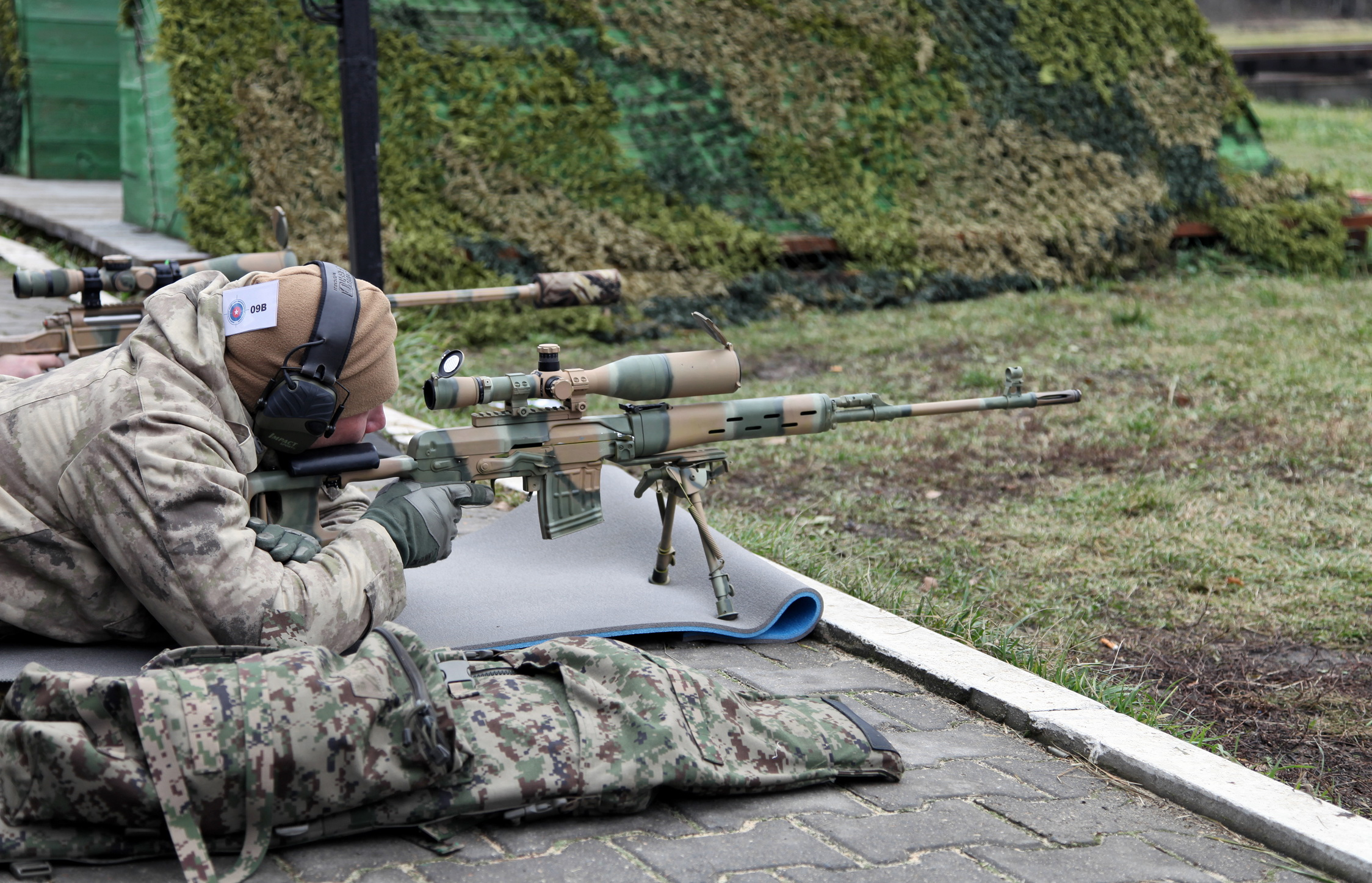
第四屆十一月狙擊手大賽上中的SVD

- 阿布哈茲—繼承自前蘇聯時期的SVD。
- 阿富汗伊斯蘭酋長國
- 阿尔巴尼亚
- 阿尔及利亚
- 亞美尼亞—繼承自前蘇聯時期的SVD。
- —繼承自前蘇聯時期的SVD。
- ：採用SVD和85式。
  - 迅速行動營（英语：Rapid Action Battalion）
- 白俄羅斯—繼承自前蘇聯時期的SVD。
  - 白俄羅斯共和國武裝力量（英语：Military of Belarus）
  - 白俄羅斯共和國內務部
  - 白俄羅斯共和國國家安全委員會
- 玻利维亚
- - 波黑武裝部隊
- 保加利亚
- 柬埔寨：包括中國製的79式和85式狙擊步槍。
- 中华人民共和国：由中國北方工業公司仿製的79式與改良款85式狙擊步槍；另外也有幾款外銷民用SVD獵槍。
  - 中國人民解放軍
  - 中國人民武裝警察部隊
  - 公安特警單位
- 古巴
- 捷克
  - 捷克共和國武裝部隊（英语：Military of Czech Republic）
- 埃及
- 爱沙尼亚—繼承自前蘇聯時期的SVD，目前已退役。
- 芬兰
  - 芬蘭國防軍（命名為7.62 TKIV 德拉古諾夫） [2]
- —繼承自前蘇聯時期的SVD。
  - 喬治亞武裝部隊（目前被逐步淘汰中）
- 德国
  - 德國聯邦國防軍（繼承自前東德政權，目前仍被用作假想敵訓練及武器識別）
- 匈牙利
  - 匈牙利武裝部隊（英语：Military of Hungary）
- 印度
  - 印度武裝部隊（命名為德拉古諾夫 SVD59）
- 伊朗：由國防工業組織（Defense Industries Organization）以「Nakhjir」的名義生產。
  - 伊朗伊斯蘭共和國軍隊
- 伊拉克：使用蘇聯生產的SVD，並於當地仿製成「Al Kadesiah」狙擊步槍。
  - 伊拉克武裝部隊
- 伊拉克库尔德斯坦
  - 佩什梅格
- 以色列
  - 以色列國防軍（大量從敵軍手上繳獲）
- —繼承自前蘇聯時期的SVD。
  - 哈薩克共和國武裝力量
  - 哈薩克共和國內務部
  - 哈薩克共和國國家安全局
- —繼承自前蘇聯時期的SVD。
  - 吉爾吉斯坦共和國武裝力量（英语：Military of Kyrgyzstan）
- 科索沃
- 拉脫維亞—繼承自前蘇聯時期的SVD，目前已退役。
- 黎巴嫩
- 利比亞
- 立陶宛—繼承自前蘇聯時期的SVD，目前已退役。
- 马达加斯加
- 馬爾他：使用中國製85式狙擊步槍。
  - 馬耳他武裝部隊（英语：Military of Malta）
- 蒙古国
  - 蒙古國武裝部隊
- 摩尔多瓦—繼承自前蘇聯時期的SVD。
- 緬甸
- 纳米比亚
- 尼加拉瓜
- - 朝鮮人民軍
- 北馬其頓
- 巴基斯坦
- 巴拿马
- 菲律賓：由中國提供的85式狙擊步槍。
- 波蘭：生產SWD狙擊步槍以及改良版SWD-M狙擊步槍，但是現役數量極少。 
  - 波蘭武裝部隊
- 俄羅斯—繼承自前蘇聯時期的SVD及獨立後才大量列裝的SVDS。
  - 俄羅斯聯邦武裝力量
  - 俄羅斯聯邦內務部
  - 俄羅斯聯邦安全局
  - 俄羅斯聯邦國家近衛軍
  - 俄羅斯聯邦司法部（英语：Ministry of Justice (Russia)）
- 沙烏地阿拉伯
- 斯洛伐克
- 南蘇丹
- 斯里蘭卡
- 苏丹
- 叙利亚
  - 敘利亞阿拉伯軍隊
- —繼承自前蘇聯時期的SVD。
  - 塔吉克武裝力量（英语：Military of Tajikistan）
  - 塔吉克內務部
- 德涅斯特河沿岸—繼承自前蘇聯時期的SVD。
- 土耳其
  - 土耳其陸軍國家憲兵
- —繼承自前蘇聯時期的SVD。
- 乌克兰—繼承自前蘇聯時期的SVD。
  - 烏克蘭武裝力量
  - 烏克蘭內務部
  - 烏克蘭安全局（目前已退役）
  - 烏克蘭邊防局
- —繼承自前蘇聯時期的SVD。
  - 烏兹別克共和國武裝力量
- 委內瑞拉
- 越南
  - 越南人民軍
- 葉門
- 辛巴威

### 前使用國
- 阿富汗
  - 阿富汗國民軍
  - 阿富汗國家警察（英语：Afghan National Police）
- 車臣—繼承自前蘇聯時期的SVD。
- 捷克斯洛伐克社會主義共和國
- 顿涅茨克人民共和国
- 东德
  - 國家人民軍
  - 史塔西
- 利比亞
- 卢甘斯克人民共和国
- 苏联
  - 蘇聯武裝力量
  - 蘇聯內務部
  - 蘇聯國家安全委員會

## 流行文化

### 電影
- 1997年—《煉獄（俄语：Чистилище (фильм, 1997)）》：裝有PSO-1光學瞄準鏡，由車臣僱傭狙擊手和格魯烏特種部隊狙擊手所使用。
- 2003年—：裝有PSO-1光學瞄準鏡，由櫻井早紀（加藤夏希飾演）所使用。
- 2005年—：裝有PSO-1光學瞄準鏡，由蘇聯空降軍狙擊手魯斯蘭·彼得羅夫斯基列兵（康斯坦丁·克魯科夫飾演）所使用。
- 2009年—《神鎗手》：型號為北方工業85式狙擊步槍（裝有PSO-1光學瞄準鏡的中國仿製版），由前特別任務連狙擊手凌靖（黄曉明飾演）所使用。
- 2012年—《八月八日（英语：August_Eighth）》：裝有PSO-1光學瞄準鏡，由俄軍和格魯吉亞軍的狙擊手所使用。
- 2013年—《警察故事2013》：型號為北方工業85式狙擊步槍（裝有PSO-1光學瞄準鏡的中國仿製版），由北京公安局特警總隊的狙擊手所使用。
- 2014年—《美國狙擊手》：裝有PSO-1光學瞄準鏡，由叛軍狙擊手，穆斯塔法（山米·席克飾演）所使用。但於部份鏡頭會突然變成PSL狙擊步槍。
- 2016年—《湄公河行動》：裝有PSO-1光學瞄準鏡，由毒販狙擊手所使用，但其可能是中國仿製版85式狙擊步槍。
- 2017年—：型號為SVD，裝有PSO-1光學瞄準鏡，由蘇聯國家安全委員會特工所使用。

### 電視劇
- 2011年—《第一季》：型號為SVD，由第20分部成員邁克爾·斯通布里奇中士（菲利普·溫切斯特飾演）及科索沃恐怖組織的狙擊手所使用，都裝有PSO-1光學瞄準鏡。
- 《生死狙擊》：其中一枝出現在包伯·李·史瓦格的武器庫當中，另外亦於第二季由車臣武裝份子狙擊手索洛托夫（喬許·史都華飾演）於車臣戰爭期間所使用，裝有PSO-1光學瞄準鏡。
- 《我是特种兵》系列：北方工業85式狙擊步槍為中國人民解放軍狙击手的常用武器，裝有PSO-1光學瞄準鏡的中國仿製版。
- 《黑洞》：型号为北方工业85式狙击步枪，由陆西明（杜玉明饰）装在背囊里使用，在结局篇受聂明宇（陈道明饰）指使除掉在码头送别蕾蕾（袁立饰）的刘振汉（陶泽如饰）。

### 電子遊戲
- 2000年—
- 2001年— 《闪点行动：冷战危机》: 苏联红军制式装备之一，各方面都是标准的原版SVD。
- 2002年—
- 2003年—《越共》: 由北越人民军（NVA）主力部队狙击手使用。
- 2003年—
- 2003年—《江湖本色2》：作为女主角 - 杀手Mona的标志性武器，命名为Dragunov，枪托构造反映其实是罗马尼亚的PSL。
- 2004年—《潛龍諜影3：食蛇者》
- 2004年—《刺客任務：密約浮影》
- 2005年—- 原版中为中东联军MEC狙击手配发，使用了非原版SVD的聚合物枪托。扩展包“特种部队”中用于俄罗斯Spetsnatz狙击手。
- 2007年—：命名為「SVDm2」，裝有PSO-1光學瞄準鏡，第一人稱視角中的武器模組採用鏡像佈局（拉機柄、拋殼口及保險裝置都在左邊）。
- 2006年—：命名为“德拉贡诺夫”，归类为狙击步枪，在教程关中使用。
- 2007年—：隨遊戲登場武器，使用黑色玻璃纖維護木及槍托連握把，命名為「SVD」，裝有PSO-1光學瞄準鏡，為恐怖份子陣營的專用武器。奇怪地沒有無彈後定，瞄準鏡也不是使用PSO-1的內部分劃，而且第一人稱視角中的武器模組採用鏡像佈局（右手持槍時拉機柄、拋殼口及保險裝置都在左邊）。
  - SVDEX：殭屍模式III中由男英雄使用的反殭屍改進版本，特徵為裝上了類似反器材步槍的制退器、透過在機匣頂部添加的皮卡汀尼導軌裝上没有电池匣的EOTech全息瞄準鏡（無法使用）、在護木下裝上M203榴彈發射器（可用）及載彈量增至20發（造型上仍是10發彈匣）。
- 2007年—《穿越火线》：命名為「Dragunov」，无等级限制，价格为18,000GP。
- 2007年—：遊戲中唯一的狙擊步槍，命名為「龍式狙擊步槍」。
- 2008年—：命名為“SVD”，裝有PSO-1光學瞄準鏡，奇怪地具備PSL狙擊步槍的特徵，而且没有無彈後定。武器模組採用鏡像佈局（拋殼口、拉機柄和保險裝置都在左邊）。
- 2008年—《戰地之王》
- 2008年—：由南美的反政府游擊隊所使用，在該地的倉庫，與Shadow Moses島的軍火庫內可獲得。
- 2009年—：遊戲中唯一的狙擊步槍，命名為「龍式狙擊步槍」，奇怪地只有敵人使用時才配備雷射瞄準器。
- 2009年—《惡靈古堡5》：命名為「Dragunov SVD」。戰役模式可於第二章取得。
- 2010年—：型號為SVD，命名為「德拉古諾夫」，預設使用PSO-1光學瞄準鏡，奇怪地使用AK的機匣、槍栓和射擊選擇桿，而且鎖上了保險卻能上膛和開火，也沒有無彈後定。戰役模式當中由蘇聯軍隊、越南人民軍及越南南方民族解放陣線所使用。聯機模式於等級3解鎖，並可使用ACOG光學瞄準鏡、紅外線探測式瞄具、高倍率瞄準鏡、消音器及延長彈匣（增至15發）。此武器在殭屍模式亦有出現，並有稱為「D115 Disassembler」的改型。
- 系列的《現代戰爭》系列三部曲：
  - 2007年—及重製版：型號為SVD，命名為「德拉古諾夫」，預設使用PSO-1光學瞄準鏡，奇怪地沒有無彈後定，瞄準鏡也不是使用PSO-1的內部分劃。戰役模式中由中東某國叛軍、俄罗斯聯邦政府軍及極端民族主義黨武裝份子所使用。聯機模式於等級22解鎖，並可改用ACOG光學瞄準鏡。
  - 2009年—及重製版：只在單機模式出現。型號為SVD，命名為「德拉古諾夫」，預設使用PSO-1光學瞄準鏡，奇怪地沒有無彈後定，瞄準鏡也不是使用PSO-1的內部分劃（重製版中修正為PSO-1的正確分劃）。由阿富汗叛軍、極端民族主義黨武裝力量（包括俄羅斯空降兵）及巴西武裝團匪所使用。
  - 2011年—：型號為SVD，使用黑色玻璃纖維護木及槍托連握把，命名為「德拉古諾夫」，預設使用PSO-1光學瞄準鏡，奇怪地沒有無彈後定。戰役模式及生存模式之中由美國陸軍三角洲部隊及非洲武裝民兵所使用。聯機模式於等級12解鎖，並可使用ACOG光學瞄準鏡、熱能探測式瞄具、高倍率瞄準鏡、心跳探測儀、消音器及延長彈匣（增至15發）。而在生存模式則於等級16解鎖，價格為$2,000。
- 2010年—《榮譽勳章》：型號為SVD和北方工業NDM-86，預設使用PSO-1光學瞄準鏡，前者於單機模式由塔利班和車臣志願軍所使用，後者於聯機模式由塔利班（後改名為“OPFOR”）狙擊手所使用。
- 2011年—：型號為北方工業NDM-86，預設使用機械瞄具，用作充當「SVD」，聯機模式之中為俄軍偵察兵基本武器。
- 2012年—《战争前线》：木质枪托及护木，命名为“Dragunov SR”，使用10发弹匣供彈，并以華沙條約導軌加装导轨镜桥而非直接使用PSO-1光學瞄準鏡。作为狙击手初始武器，同时亦在PVE模式中由黑木帝国狙击手所使用。中国大陆服务器只可改装可以改装枪口配件（通用消音器、狙击枪消音器）；欧美与俄罗斯服务器可以改装枪口配件（通用消音器）、战术导轨配件（狙击枪双脚架）以及瞄准镜（狙击枪5.5x瞄准镜、狙击枪4.5x中程瞄准镜）。拥有丛林迷彩改装版本以及眩光迷彩改装版本，增加威力及载弹，均可以改装枪口配件（通用消音器、狙击枪消音器、狙击枪制退器）、战术导轨配件（狙击枪双脚架、特殊狙击枪双脚架）以及瞄准镜（狙击枪5.5x瞄准镜、狙击枪4.5x中程瞄准镜、狙击枪4x短程瞄准镜、狙击槍5x快速瞄准镜）。
  - 丛林迷彩版本可以通过K点或者活动获得，眩光迷彩版本为活动武器
- 2012年—《II》：型號為SVD，使用黑色玻璃纖維護木及槍托連握把，命名為「德拉古諾夫」，預設使用PSO-1光學瞄準鏡，僅在戰役模式中登場，奇怪地使用AK的機匣、槍栓和射擊選擇桿，而且鎖上了保險卻能上膛和開火，也沒有無彈後定。由蘇聯軍隊、梅嫩德斯卡特爾以及巴拿馬國防軍所使用，並於玩家完成“Celerium”關卡以後解鎖。能夠使用：ACOG瞄準鏡、增大範圍瞄準鏡、抑制器、延長彈匣（增至15發）以及快速重裝彈匣。
- 2012年—《3》：型號為SVD（但在武器解說中指明為“中國山寨版”），命名為「SVD」，預設使用PSO-1光學瞄準鏡，以5發彈匣供彈，在單機模式和多人模式皆有登場，普遍的由敵方狙擊手所使用。武器模組採用鏡像佈局（拉機柄、拋殼口及保險裝置都在左邊），奇怪地沒有無彈後定。
- 2013年—
- 2014年—：命名為“SVO”，預設使用售後市場狙擊鏡，只於多人模式登場。
- 2014年—《4》：型號為SVD-M，命名為「SVD」，裝有PSO-1光學瞄準鏡，以5發彈匣供彈，普遍的由友方和敵方狙擊手所使用。在單機模式和多人模式皆有登場，無法進行改裝。武器模組採用鏡像佈局（拉機柄、拋殼口及保險裝置都在左邊），奇怪地沒有無彈後定。
- 2015年—《戰術小隊》：登場型號為SVD和SVD-M，前者裝有PSO-1光學瞄準鏡，由俄羅斯陸軍（使用現代版）、叛軍和民兵所使用，後者僅由俄羅斯陸軍所使用。
- 2015年—《惡靈古堡：啟示2》：命名為「SVD」。戰役模式可於第三章取得。突擊模式則隨機掉落或出現在商店。
- 2016年—《湯姆克蘭西：全境封鎖》
- 2016年—《逃離塔科夫》：型號為SVDS，可進行改裝。
- 2016年—《少女前线》：SVD为四星战术人形，可由建造获得。聯動角色黎各也是使用此槍。
- 2017年—
- 2017年—《Minidayz》型号为SVD，可装配PSO-1光學瞄準鏡。
- 2017年—：命名為“Dragoon SVD”。
- 2018年—《叛亂：沙漠風暴》：SVD為叛軍專屬武器，預設使用機械瞄具。
- 2018年—《地面部隊》（Ground Branch）
- 2018年—：為DLC追加武器，型號為SVD，命名為“SVD”，預設使用PSO-1光學瞄準鏡。武器模組採用鏡像佈局（拉機柄、拋殼口及保險裝置都在左邊），奇怪地没有無彈後定。
- 2019年—：型號為SVD，透過鏡橋裝上土製的高倍率瞄準鏡，普遍的由友方和敵方狙擊手所使用。武器模組採用鏡像佈局（拉機柄、拋殼口及保險裝置都在左邊），奇怪地没有無彈後定。
- 2019年—《湯姆克蘭西：全境封鎖2》
- 2019年—：型號為SVD，命名為“德拉古諾夫”，預設使用PSO-1光學瞄準鏡。戰役模式中由巴可夫將軍屬下的俄軍部隊和阿蓋塔拉恐怖組織所使用。於聯機模式為最早解鎖的狙擊步槍，並可進行定制改裝。
- 2019年—《明日之後：第二季》：型號為SVD，綜合熟練度達75級時可使用，但需要在配方合成台-究級合成中消耗150配方殘頁及500金條才可抽取，概率極低，有普通，雨戰先鋒，雪地精英和典藏版三個塗裝，此外，在遊戲中的SVD被奇怪的改成栓動式，且在拉栓時遊戲角色的手是中空的（即拉動「由空氣組成的槍栓」）。
- 2021年—《極地戰嚎6》：命名為SVD，預設使用PSO-1光學瞄準鏡。奇怪的預設彈匣容量只有5發（強化後6發），模組採用鏡像佈局。
- 2024年—《決勝時刻：黑色行動6》：命名為“SVD”，預設使用PSO-1光學瞄準鏡。
- 2024年—《浩劫殺陣2：車諾比之心》：命名為「SVDM-2」，使用PSO-1光學瞄準鏡，配備綠色合成材料護木及槍托。

### 動畫
- 2003年—《神槍少女》：由黎各所使用，裝有PSO-1光學瞄準鏡。
- 2006年—：由巴萊拉卡（於回憶情節）及莫斯科酒店的狙擊手所使用，裝有PSO-1光學瞄準鏡。
- 2015年—《絕命制裁X》：型號為SVD，使用黑色玻璃纖維護木及槍托連握把並裝有PSO-1光學瞄準鏡，於第四話由一名狙擊手所使用。
- 2015年—《青春x機關槍》：為輕彈氣槍，由雪村透所使用。

### 輕小說
- 2008年—：裝有PSO-1光學瞄準鏡，由巴斯克維爾（小隊）隊員蕾姬（レキ，聲優：石原夏織）所使用，瞄準鏡內藏有設置為在狙擊瞬間把看到的情景記錄下來的照相機（輕小說第六卷及第十二卷的封面即是蕾姬拿SVD的的全身像。）
- 2011年—《黑色子彈》：蒂娜·斯普萊特曾使用過。
- 2014年—《刀劍神域外傳Gun Gale Online》：型號為SVD，由“SHINC”小隊的“杜馬”和“安娜”所使用。前者使用PSO-1光學瞄準鏡，後者使用高倍率狙擊鏡。

### 漫畫
- 2000年—《闇之盾》

## 外部連結
- （中文）－槍炮世界—SVD狙擊步槍（页面存档备份，存于）

1. ↑  蘇聯面積17,075,200km²，芬蘭只有338,145km²